# Irena Cieślikówna
Irena Cieślikówna (ur. 28 sierpnia 1930 w Bydgoszczy, zm. 29 sierpnia 2013 w Skolimowie) – polska tancerka baletowa, primabalerina, pedagog.
Kariera Ireny Cieślikówny rozpoczęła się na scenie Opery Śląskiej w Bytomiu w grudniu 1949, tańczyła w Coppélii z muzyką Léo Delibesa. Występowała tam do 1953, od 1956 mieszkała w Warszawie i była tancerką Opery Narodowej. Po zakończeniu sezonu 1960/1961 przeniosła się do Poznania i występowała w tamtejszej Operze im. Stanisława Moniuszki do końca sezonu 1974/1975. Po zakończeniu kariery tanecznej została uznanym choreografem i pedagogiem w Akademii Muzycznej w Poznaniu oraz w tamtejszej Państwowej Szkole Baletowej. W 2010 roku choroba Alzheimera całkowicie odebrała jej świadomość. Zmarła w Domu Artystów Weteranów Scen Polskich w Skolimowie.
Przez wiele lat była członkiem Związku Artystów Scen Polskich, w 2006 została odznaczona Brązowym Medalem „Zasłużony Kulturze Gloria Artis”.